# Acomys seurati
Acomys seurati är en gnagare i släktet taggmöss som förekommer i norra Afrika. Populationen listades tidigare som synonym till Acomys cahirinus men sedan början av 2000-talet godkänns den som art.
Denna gnagare lever i bergstrakter i södra Algeriet mellan 1000 och 2000 meter över havet. Den vistas i klippiga områden och undviker bergens toppar.
Vuxna exemplar är 8,7 till 9,9 cm långa (huvud och bål) och har en 10,5 till 12,5 cm lång svans. Bakfötterna är 1,7 till 2,0 cm långa och öronen är 1,7 till 2,2 cm stora. Viktuppgifter saknas. Arten har en diploid kromosomuppsättning med 38 kromosomer (2n=38). Uppgifter angående pälsfärgen för Acomys seurati saknas men för den nära besläktade Acomys cahirinus anges en ljusbrun till mörkbrun päls på ovansidan samt vit päls på undersidan. På ryggen är flera taggar inblandade.
Individerna är nattaktiva och de gömmer sig i bergssprickor eller under stenar.
Acomys seurati är vanligt förekommande och den lever även i Tassili N'Ajjer nationalpark. IUCN listar hela beståndet som livskraftig (LC).